# Жељко Франуловић
Жељко Франуловић (рођен 13. јуна 1947) је бивши југословенски тенисер и тениски тренер.

## Каријера
Франуловић је рођен на острву Корчула, од оца Иве и мајке Катице. Одрастао је у Сплиту. Наступао је на АТП турнирима 12 година, између 1969. и 1980. године, освојио је укупно 9 титула у појединачној и 7 у игри парова.
Остао је упамћен по финалу Ролан Гароса 1970. године, које је изгубио од Чеха Јана Кодеша у три сета. Стигао је до полуфинала следеће године. Освојио Монте Карло мастерс 1970.
Био је тренер хрватске Дејвис куп репрезентације од 1994. до 1997. године. Тренутно је директор турнира у Монте Карлу.

## Гренд слем финала

### Појединачно 1 (0:1)
| Исход  | Година | Турнир      | Подлога | Противник | Резултат      |
| Финале | 1970.  | Ролан Гарос | Шљака   | Јан Кодеш | 2–6, 4–6, 0–6 |

## Одликовања
- Орден Светог Карла, V степена (Монако).[5]